# Harley Quinn
Harley Quinn, il cui vero nome è Harleen Frances Quinzel, è un personaggio immaginario creato da Paul Dini e Bruce Timm per la serie televisiva animata Batman, in cui compare per la prima volta l'11 settembre 1992 nell'episodio della prima stagione Un piccolo favore. Nel febbraio 1994 compare per la prima volta anche nei fumetti, in Batman: Amore folle (The Batman Adventures: Mad Love) della serie Le avventure di Batman. Dall'ottobre 1999 è stata integrata anche nella continuity dei fumetti DC Comics comparendo per la prima volta in Batman: Harley Quinn, ambientata durante la saga Batman: Terra di nessuno.
Paul Dini ideò il personaggio dopo avere visto l'attrice Arleen Sorkin vestita da pagliaccio in una sequenza, ambientata in un sogno, della soap opera Il tempo della nostra vita; fu poi proprio la Sorkin a doppiare per la prima volta Harley. Concepita come partner e fidanzata del Joker nella serie, nel fumetto Amore folle si scopre che lo ha incontrato mentre lavorava come psichiatra al manicomio Arkham Asylum, in cui Joker era un paziente. Innamoratasi di lui, decide di liberarlo per poterlo seguire nelle sue attività criminali.
Il personaggio è stato originariamente doppiato da Arleen Sorkin nel DC Animated Universe (in Batman, Superman, Batman - Cavaliere della notte, Gotham Girls e Justice League) e in altri media (Batman of the Future - Il ritorno del Joker e Batman: Arkham Asylum). Da allora, è stato anche doppiato da Hynden Walch, Tara Strong e Melissa Rauch nei DC Universe Animated Original Movies e nei vari videogiochi. Nella serie televisiva Birds of Prey è stata interpretata dall'attrice Mia Sara.
Negli anni il personaggio ha acquistato una grande popolarità, tanto che il fumettista Jim Lee l'ha definita il quarto pilastro della DC Comics, dopo Batman, Superman e Wonder Woman. IGN l'ha classificata al 45º posto nella lista dei migliori cattivi dei fumetti. In inglese il suo nome suona come harlequin, ovvero Arlecchino, e nelle sue prime uscite italiane in Le avventure di Batman (edizioni Play Press) veniva chiamata Arlecchina.
Nel 2016 Harley Quinn ha esordito al cinema nel film Suicide Squad, in cui è interpretata da Margot Robbie. Nel 2020 è uscito Birds of Prey e la fantasmagorica rinascita di Harley Quinn, sempre con protagonista Margot Robbie, mentre nel 2021 è uscito The Suicide Squad - Missione suicida, sequel del film del 2016 in cui Harley figura tra i protagonisti.

## Aspetto
Harley è una giovane donna con gli occhi azzurri, ha un bel viso, truccata di vari colori e capelli biondi legati in due codini ai lati della testa. La sua avvenenza è caratterizzata anche da un fisico snello e atletico. L'abbigliamento tipico del personaggio consiste in un costume da giullare rosso e nero, un passamontagna con campanelli e una maschera nera, anche se negli anni Harley ha avuto abbigliamenti totalmente differenti. Ispirandosi a un gioco di carte, è la regina dei quadri.
In Batman: Arkham Asylum e Batman: Arkham City presenta due look differenti: in entrambi indossa un completo in pelle, rosso e nero, che richiama in parte il suo look classico, che, però, in Batman: Arkham Asylum è coperto da un costume da infermiera rosso e viola scuro. In Batman: Arkham City non indossa la sua maschera e in entrambe le versioni non il tradizionale copricapo. Nel DLC di Arkham City La Vendetta di Harley Quinn Harley indossa un completo simile al precedente ma per la maggior parte nero (capelli inclusi) perché è in lutto per la morte del suo amato Joker. In Batman: Arkham Knight viene proposto un look molto più moderno mentre nel DLC Batgirl: A Matter of Family (ambientato anni prima di Arkham Asylum) ha il suo look classico.
Nel film Suicide Squad l'aspetto di Harley cambia totalmente: i codini ai lati della testa rimangono, ma diventano uno rosa e uno azzurro, ha un cuoricino sotto l'occhio destro, porta sempre con sé una mazza da baseball e indossa una maglietta un po' corta a mezze maniche rosse e con la scritta Daddy's Lil Monster, con sopra un giubbotto blu e rosso, calze a rete, pantaloncini rossi e blu, scarpe sportive con i tacchi alti e bracciali borchiati. La differenza sostanziale, però, sta nel fatto che Harley, per mostrare il suo amore sincero verso Joker, si getta volontariamente nei rifiuti tossici della stessa fabbrica dove Joker ebbe l'incidente che lo cambiò. Harley ne esce infine trasformata, mostrando la stessa pelle sbiancata di Joker, ma a differenza dei capelli verdi essa li ha di platino. Gli occhi diventano un misto tra l'azzurro e il verde.

## Biografia del personaggio
Harleen Frances Quinzel ottiene una borsa di studio in medicina/scienze umane e si iscrive a una facoltà di psichiatria, conseguendo la laurea. Ottiene poi un posto come psichiatra dell'Arkham Asylum, il manicomio criminale di Gotham City. Desiderosa di intervistare il Joker, che quotidianamente le fa avere un fiore nel suo studio, fa di tutto per incontrarlo e, quando finalmente ci riesce, ne rimane sedotta. Il criminale rappresenta per lei una vera ossessione; non a caso la storia che la rende celebre si intitola Batman: Amore folle. Una notte la donna decide finalmente di dichiararsi, liberando il criminale dalla sua cella e fuggendo con lui, ma quando Joker l'abbandona capisce di essere stata solo sfruttata. Successivamente i due si riuniscono, lavorando spesso assieme e separandosi altrettanto spesso. A ogni loro incontro Joker le ripete «non cercare di capirmi [...] impazziresti nel preciso istante in cui tenteresti di farlo».
Harley instaura anche un buon rapporto con Poison Ivy, diventando amiche. In alcune occasioni Batman chiede il suo aiuto per alcune indagini (riguardanti Joker e, in un'occasione, Ivy). Viene inoltre reclutata da Amanda Waller nella Suicide Squad, una banda di criminali controllata dal Governo degli USA che dovrebbero essere in grado di fermare calamità che gli eroi non possono.

## Storia nel DC Animated Universe

### Batman(serie animata)

#### Creazione e introduzione
La prima apparizione in assoluto di Harley Quinn risale all'11 settembre 1992, nel ventiduesimo episodio della serie animata Batman, Un piccolo favore. Paul Dini, uno degli scrittori della serie Batman e di molte altre opere sul Cavaliere Oscuro, ha creato il personaggio per dare una spalla femminile al Joker. Lo sceneggiatore è stato ispirato da Arleen Sorkin, attrice della soap opera Il tempo della nostra vita, in cui compare in una sequenza onirica con un costume da giullare. Essendo amico di Arleen Sorkin dai tempi del college, che darà voce al personaggio nella serie e in altri media, ha inserito aspetti della sua personalità in Harley Quinn. Il personaggio è stato ispirato anche da un'amica comune femminile con cui avevano una "relazione tempestosa (ma non violenta)", secondo Timm. Nella versione italiana della serie Harley è doppiata sia da Marcella Silvestri che da Alessandra Karpoff.
Nel primo episodio in cui compare il personaggio, già criminale, si presenta come scagnozza e fidanzata criminale dello psicopatico Joker. Harley aiuta Joker nel compiere un attentato alla vita di James Gordon, piazzando una bomba a un banchetto in suo onore. La sua parte del piano consisteva nel consegnare un'enorme torta alla cerimonia vestita da poliziotta. Mentre cerca di fuggire, Batman riesce ad ammanettarla. Dopo questo episodio comincerà ad apparire sempre al fianco di Joker. In I pesci che ridono, seconda apparizione del personaggio, cerca di assassinare due funzionari pubblici. Si rende responsabile di avere somministrato a G. Carl Francis, direttore dell'ufficio copyright di Gotham, una sostanza chimica che lo avrebbe ucciso se esposto ancora al prodotto. Cattura in seguito Harvey Bullock quando il detective riesce a scovare il nascondiglio di Joker. Harley e il resto della banda di Joker vengono fermati ancora una volta da Batman e successivamente arrestati dalla polizia, ma Joker viene dato per morto, rendendo Harley in lutto per il suo amore perduto. Joker ritorna nell'episodio L'ho quasi ucciso, in cui racconta ad altri criminali di quando è quasi riuscito a fare cadere l'Uomo Pipistrello in una trappola mortale. Catwoman arriva in tempo per salvare Batman, ma finisce anch'essa con l'essere catturata. Joker incarica Harley di eliminare Catwoman la notte successiva all'interno di una fabbrica di cibo per gatti. Quando Batman riesce a rintracciarla Harley prova a scappare ma il suo piano fallisce finendo con l'essere catturata da Batman. Harley gioca un ruolo fondamentale nel piano di vendetta di Joker contro Sidney Debris, presunto assassino del Cavaliere Oscuro, nell'episodio L'uomo che uccise Batman. Sidney viene arrestato e Harley che si presenta a lui come avvocato e con il nome Harleen Quinzel (per la prima volta nella serie viene rivelato il suo vero nome) come suo avvocato. Lo porta fuori di prigione, prima di portarlo alla mercé di Joker. Nell'episodio Harley e Pam, il personaggio assume un ruolo di spessore, non comparendo come semplice spalla. Dopo essere stata cacciata dal covo di Joker, Harley Quinn si metterà in coppia con Poison Ivy. Quando Joker verrà a sapere che sono state nominate "le nuove regine del crimine" va su tutte le furie e, dopo avere intercettato il covo delle due, corre a riprendersi indietro non solo Harley ma anche il bottino delle due ragazze. Harley compare anche nell'episodio della seconda stagione Il processo in cui riesce, insieme ad altri criminali, a rapire Batman con un tranello per processarlo all'Arkham Asylum. Il personaggio torna a ricoprire un ruolo importante nell'episodio Arlecchinata. Batman e Robin formano una strana alleanza con Harley Quinn per scoprire dove Joker ha nascosto una bomba atomica. Harley li conduce a una folle ricerca in tutta Gotham e per finire in un letale duello con il Clown Principe del Crimine. Harley è infatti divisa tra la promessa di aiuto fatta a Batman e il suo amore per Joker. In questo episodio Harley rivela di non essere una vera bionda anche se Paul Dini, sul suo profilo Twitter, conferma che il colore dei capelli del personaggio da lui creato è naturale. Nel quint'ultimo episodio della serie, Libertà provvisoria, viene rilasciata da Arkham perché dichiarata sana di mente. Harley cerca di vivere una vita normale, però non riesce a stare fuori dai guai e quando un errore in un negozio di vestiti ha luogo, Harley ruba l'auto di Bruce Wayne e rapisce anche la sua ragazza. Questa azione scatena una folle corsa per tutta Gotham che non comprende solo Batman e Robin, ma anche la polizia, l'esercito e come se non bastasse la malavita di Gotham. Compare per l'ultima volta in L'inflessibile Bolton dove è chiamata a testimoniare contro il poliziotto Bolton, a causa dei maltrattamenti che questo compie ai pazienti di Arkham.

### Amore folle

#### Origini del personaggio
Il suo passato viene svelato in Batman: Amore folle (Mad Love), graphic novel del 1994 realizzato da Paul Dini e Bruce Timm, successivamente trasposta nella serie televisiva animata Batman - Cavaliere della notte. Il fumetto descrive le origini del personaggio, e racconta di come Joker impiegò solamente 15 minuti per riuscire a sedurre la dottoressa. Nel finale, quando Harley ha ormai rinunciato all'amore del pazzo, si ritrova un regalo spedito proprio da Joker: una bellissima rosa rossa, con un bigliettino scritto da Joker che augura a Harley di guarire presto. Inutile dire che la giovane si converte completamente al crimine. Il finale, piuttosto ambiguo, fa intuire che anche Joker prova non un amore folle, ma una vera affezione per l'anima gemella trovata. È stata la prima storia supereroistica a vincere sia un Eisner Award che un Harvey Award, due dei più importanti riconoscimenti per le storie a fumetti.

### Batman - Cavaliere della notte

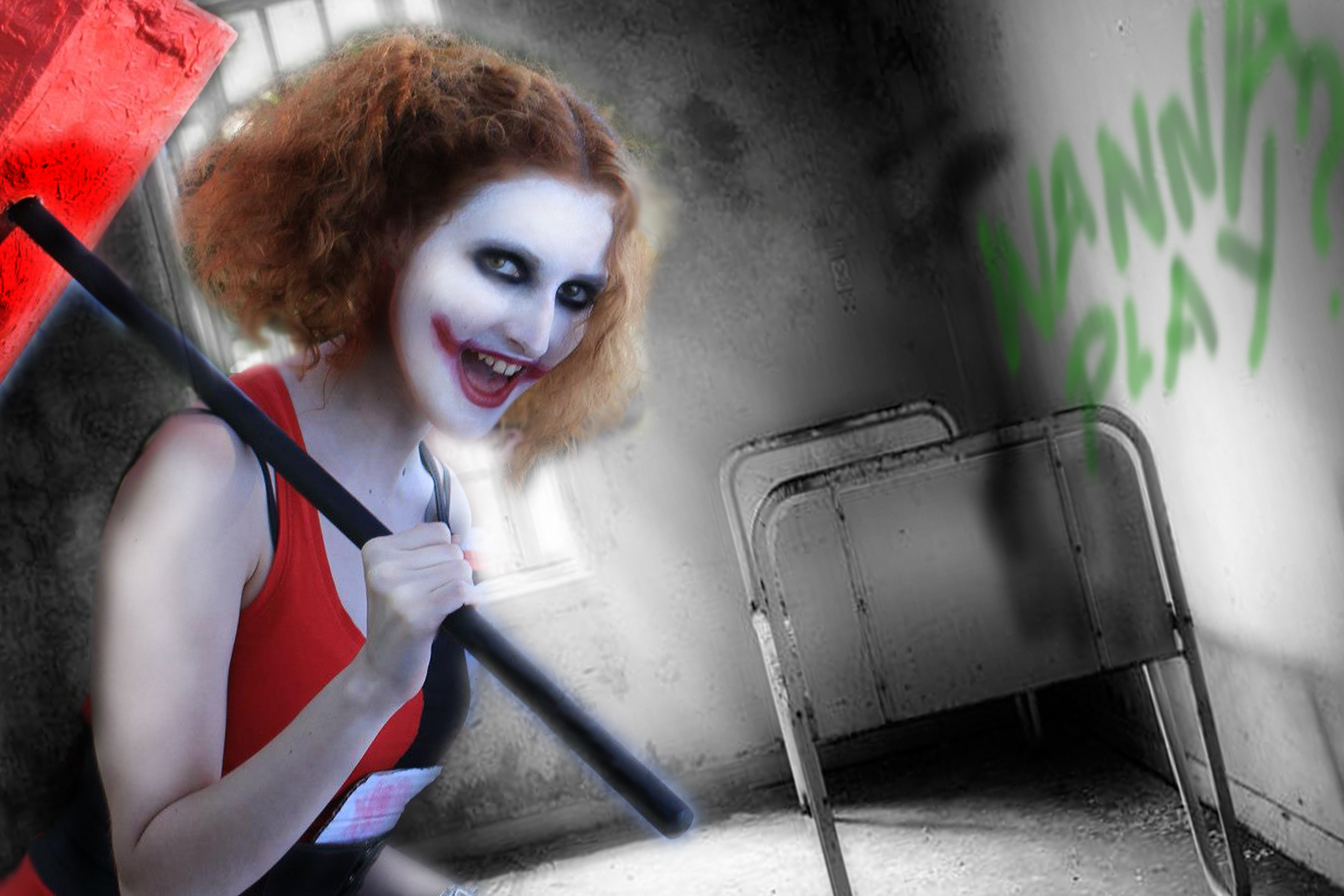
Harley Quinn nel primo episodio Un Natale molto movimentato, della seconda serie animata Batman - Cavaliere della notte.

La sua storia d'amore viene narrata nella serie Batman - Cavaliere della notte, nella puntata Un grande amore del 1999. La storia è simile a quella del fumetto con la differenza che la seduzione di Harley avviene poco a poco durante le sue sedute con il criminale.
Compare nel primo episodio della serie Un Natale molto movimentato, in cui rapisce insieme a Poison Ivy Bruce Wayne il quale viene ipnotizzato dal bacio di Ivy, e costretto a usare la sua carta di credito per fare folli spese natalizie. Nel settimo episodio L'eredità viene abbandonata da Joker con l'auto in panne mentre cercavano di scappare da Batman ma riuscirà a fuggire da Arkham per vendicarsi del clown. Fa una breve apparizione nell'undicesimo episodio Il piano dello Spauracchio, in cui compare in una visione di Batgirl in un programma televisivo. Fa ritorno in Tre ragazze terribili, ventesimo episodio della serie, in cui fa squadra con Poison Ivy e Livewire per mettere in ginocchio la città di Gotham City. Con Batman fuori città e Superman non disponibile, saranno Batgirl e Supergirl a salvare la situazione. Appare nel penultimo episodio La storia si ripete, in cui viene corteggiata da Creeper, il reporter Jack Ryder impazzito dopo essere stato buttato da Joker in una vasca di acido. Nell'ultimo episodio della serie Un grande amore viene mostrata la fedele trasposizione del fumetto Amore folle sulle origini di Harley Quinn.

### Batman of the Future - Il ritorno del Joker
In Batman of the Future appare all'interno del film Il ritorno del Joker, all'interno del flashback che narra la morte di Joker stesso, e sembra morire cadendo da un Arkham mezzo demolito durante uno scontro con Batgirl. Riapparirà nel finale, invecchiata, dove si scoprirà essere la nonna di due gemelle (le gemelle Dee-Dee) che fanno parte della gang di teppisti nota come Jokers agli ordini del resuscitato criminale. Interessante notare come, dopo la prima morte di Joker, Harley sembra essere rinsavita: non esita, infatti, a sculacciare le nipotine dopo avere pagato la loro cauzione e ad augurarsi che i poliziotti le puniscano severamente.

### Batman e Harley Quinn
In Batman e Harley Quinn, ambientato dopo gli eventi del flashback de Il ritorno del Joker, Batman e Nightwing cercano il suo aiuto per riuscire a ritrovare Ivy e impedire che distrugga il mondo nella sua campagna eco-terroristica. In questo film si scopre che Harley, ora che Joker non c'è più, stava cercando di ricominciare da capo, ma con i suoi trascorsi riesce solo a trovare un posto in un locale dove le cameriere sono vestite come le ragazze della Justice League, dove Harley interpreta sé stessa (per la prima volta nel DCAU come la sua versione punk, piuttosto che quella da giullare). Dopo essere ritrovata da Nightwing inizialmente lo cattura, pensando su cosa farne di lui, ma a seguito di una nottata a letto con lui decide di aiutare lui e Batman nel ritrovare Ivy, convincendola infine a rinunciare al suo piano, piangendo davanti a lei e ottenendo come ricompensa, non solo un bacio da Batman e Nightwing, ma anche la reintegrazione nella società come psicanalista e conduttrice di un game show.

### Altre serie
Il personaggio compare eccezionalmente nell'episodio speciale I migliori del mondo della seconda stagione della serie Superman. Joker e Harley mettono le mani su una statuetta realizzata interamente in kryptonite e, dopo essersi recati a Metropolis, propongono a Lex Luthor di uccidere Superman per un miliardo di dollari.
Compare nell'episodio Hard as Nails della terza stagione della serie del 2000 Static Shock, protagonista insieme a Poison Ivy. L'episodio è un crossover della serie Batman - Cavaliere della notte.
Harley Quinn appare nella seconda stagione della serie Justice League del 2001, nell'episodio Le carte del Joker. La serie è stata realizzata da Paul Dini e Bruce Timm, creatori del personaggio nel 1992.

## Storia nell'Universo DC

### Terra di nessuno

#### Debutto nei fumetti canonici
Dopo il successo della serie animata il personaggio è diventato così popolare che è entrata nella fare parte dei fumetti canonici di Batman. Harley debutta ufficialmente nella continuity cartacea con la storia Batman: Harley Quinn di Dini e Yvel Guichet, ambientata durante la saga Batman: Terra di nessuno. Il personaggio è psicologicamente differente dalla versione televisiva: mentre nella versione animata è sempre una giovane ragazza allegra, fanciullesca, giocherellona, quasi innocente, qui è un'assassina psicotica al pari del suo amante. Nonostante tutto mostra pietà a volte come quando ferma l'amica Ivy dall'uccidere Batman.

### Notte e dì!
Successivamente è protagonista di una sua serie in solitario dove crea una sua gang e va a Metropolis con Ivy. Dopo essere morta e resuscitata tornerà ad Arkham, chiedendo aiuto per curare la sua pazzia. E per un certo periodo cercherà anche di rigare dritto, aiutando vari eroi in costume e prendendosi una rivincita sul suo "ragazzo" quando Joker la coinvolge in un piano che prevedeva però anche la morte di lei. Fece anche parte dei Segreti Sei per un breve periodo.

### Apparizioni minori
Nella serie Un anno dopo Harley Quinn è detenuta ad Arkham Asylum, e s'intravide brevemente nel numero Detective Comics n. 823.
Appare poi in Batman n. 663, in cui aiuta Joker a elaborare un piano per uccidere tutti i suoi ex scagnozzi, ignara che Joker ucciderà anche lei. Una volta capite le sue vere intenzioni, Harley gli spara alla spalla.
Harley ritorna in Detective Comics n. 831, scritto da Paul Dini. Harley si vede continuamente rifiutare la libertà vigilata da Bruce Wayne, membro della commissione medica di Arkham. In seguito verrà rapita da Peyton Riley, il nuovo Ventriloquo femminile, che le offre un posto di lavoro; Harley si rifiuta per rispetto della memoria di Arnold Wesker, il Ventriloquo originale, che ha tentato di tirarle sul morale durante la sua prima settimana di Arkham, mentre Joker era ancora a piede libero. Poi aiuta Batman e il commissario Gordon a sventare i piani di Riley, che però riesce a fuggire. Bruce Wayne, impressionato dall'aiuto fornitogli da Harley, le concede così la libertà vigilata.
In Birds of Prey n. 105 Harley diventa il sesto membro della società dei Segreti Sei. Nel numero 108, dopo avere sentito che Oracle ha inviato alle autorità russe dei filmati del compagno di squadra Deadshot che uccide uno dei datori di lavoro, Harley decide di lasciare il gruppo.

### Le Sirene di Gotham
In seguito Harley e Ivy accetteranno l'offerta di un'altra antieroina di Gotham City, Catwoman, per cercare la redenzione e le tre formeranno il gruppo "Le Sirene di Gotham" imparando a convivere. In questo periodo viene anche attaccata da un falso Joker che si rivela essere l'ex-aiutante del pagliaccio criminale, geloso del fatto che Harley gli avesse rubato il posto. Si scoprirà che Harley è nata a Bensonhurst da una famiglia piuttosto disastrata, motivo per cui è diventata psicologa. A un certo punto deciderà di infiltrarsi ad Arkham con lo scopo di uccidere il Joker, ma finirà invece per liberarlo ed entrambi verranno fermati da Batman e Catwoman. Harley verrà liberata da Ivy che, seppur arrabbiata, le chiederà di uccidere Catwoman che le aveva tradite. Le tre si riappacificheranno.

### Nuovi 52
In questa nuova versione Harley ha un nuovo costume che la copre di meno, la pelle sbiancata (conseguenza dell'essere finita anche lei in una vasca d'acido) e si tinge i capelli metà rossi e metà neri. Harley Quinn è sempre l'ex psicologa di Joker, ma in questa realtà fa parte di un team governativo super segreto chiamato la Squadra Suicida, criminali che si occupano di lavori sporchi e che sono considerati sacrificabili. Quando viene a sapere della morte di Joker si infiltra nella stazione di polizia per prenderne la faccia (che era stata tagliata) e usarla poi sul suo compagno di squadra Deadshot come "sostituto". Quest'ultimo è costretto a fermarla con la forza. Successivamente viene coinvolta da Joker, in realtà vivo, in un piano contro Batman; al termine di questa vicenda decide che non vuole più saperne di lui.

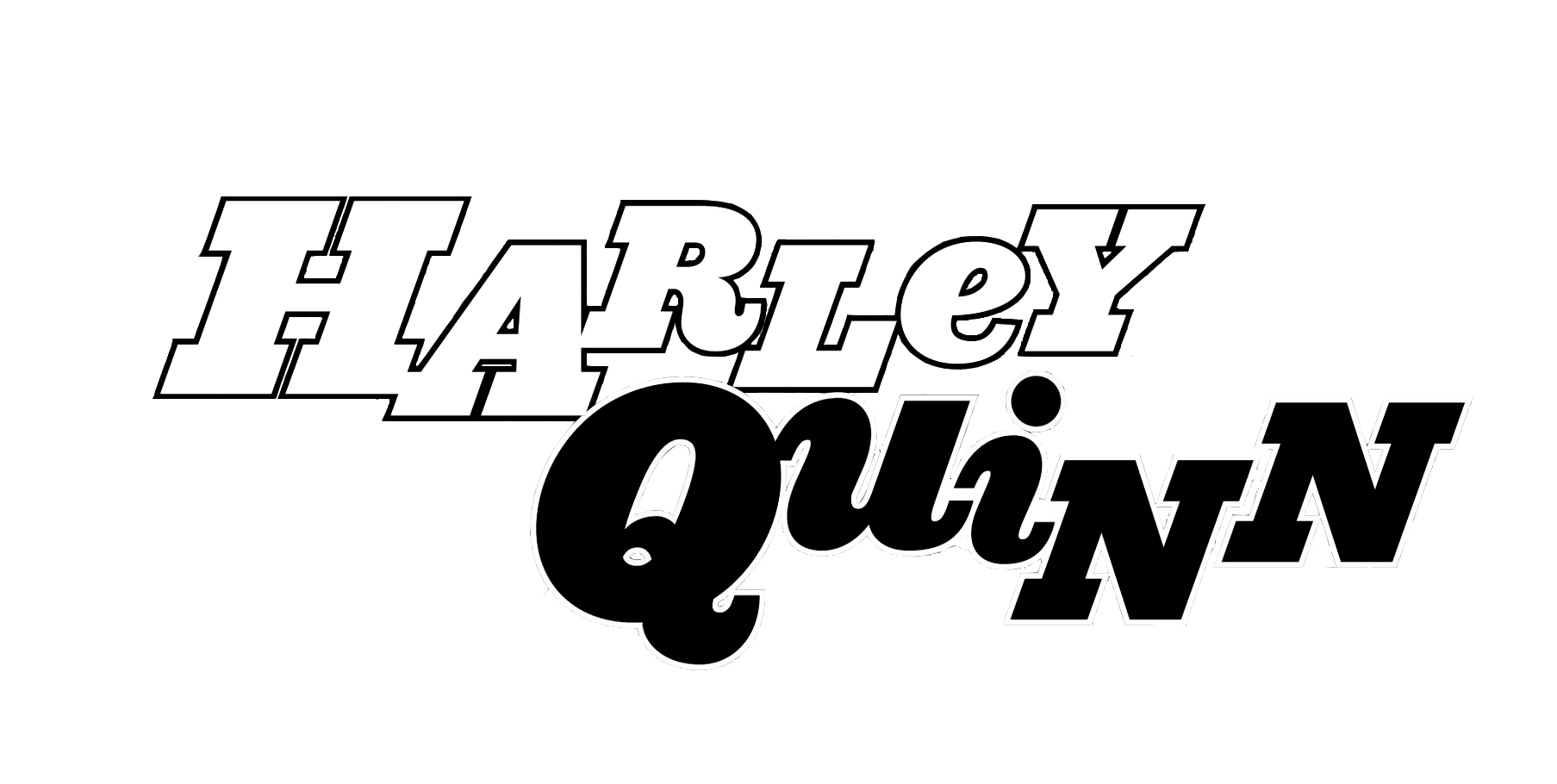
Logo della serie su Harley Quinn della coppia Conner-Palmiotti

Il 16 luglio 2013 la DC Comics ha annunciato che avrebbe iniziato la pubblicazione di una nuova serie su Harley Quinn nel novembre dello stesso anno, scritta da Amanda Conner e dal marito Jimmy Palmiotti, con disegni di Chad Hardin. In questa nuova serie la storia del personaggio si allontana dal Bat-verso. Harley si trasferisce a Coney Island, riprende il lavoro di psicologa ed entra a fare parte di una squadra di Roller derby. Ritrova inoltre la sua amica Ivy. Il personaggio viene rivista come un'antieroina che sa dare valore alla vita e tiene ai suoi vicini (innamorandosi di uno di loro, di nome Mason) cercando di bilanciare la sua doppia vita.

#### Controversie
Nel settembre del 2013 la DC Comics ha annunciato un concorso per i fan e gli artisti, "Break into comics with Harley Quinn!", in cui i concorrenti dovevano disegnare Harley in quattro diversi scenari di suicidio. Questo concorso ha suscitato numerose polemiche non solo perché è stato annunciato in prossimità del National Suicide Prevention Week, ma perché ad alcuni disegnatori non piaceva la rappresentazione sessualizzata di Harley nel quarto scenario, nel quale Harley tenta il suicidio mentre era nuda nella sua vasca da bagno.

### Rinascita
Verso la fine della serie Nuovi 52, nel giugno 2016, la DC Comics ha iniziato il lancio della serie Rinascita. Il personaggio ha fatto il debutto in Harley Quinn (vol. 3) n. 1, primo numero bimestrale della nuova testata. Harley Quinn ha anche un ruolo ricorrente nel fumetto Suicide Squad, in cui ha debuttato nel n. 5 uscito il 1º ottobre 2016.
Il nuovo vestito di Harley Quinn comprende un top senza maniche, pantaloncini stretti, e stivali. Il colore dei suoi capelli è color biondo con accenni di blu e rosa sull'estremità della coda sinistra e destra.

## Altre versioni
- La prima apparizione importante di Harley Quinn al di fuori del mondo animato di Batman è stata nella miniserie Thrillkiller della Elseworlds. In questa versione Harley è una studentessa di nome "Hayley Fitzpatrick" che aiuta una versione femminile di Joker chiamata Bianca Steeplechase. Dopo che Batgirl uccide Bianca, Harley, intenta a cercare vendetta, uccide la sua famiglia.[41]
- Su Elseworlds 80-Page Giant, Lex Luthor è un produttore musicale. Uno dei suoi gruppi è chiamato dalla stampa "stile di vita alternativo Folk stravagante di Ivy e Harley".[42]
- Nell'universo alternativo Terra 3 Harleen Quinzel è una business manager che viene uccisa da Owlman.[43]
- Nella graphic novel del 2008 intitolata Joker Harley Quinn appare come aiutante di Joker. In questa storia è anche una spogliarellista (anche se potrebbe essere un trucco) e non parla mai.[44]
- In Batman '66, serie a fumetti ideata come continuazione della serie TV degli anni sessanta, appare una versione di Harley Quinn chiamata Dr. Holly Quinn, PhD, psicologa presso l'Arkham Asylum.[45] Convince Joker a collaborare con Batman e Robin in cambio dell'approvazione di una sua commedia.[46] La Dr.ssa Quinn viene manipolata da Catwoman e Joker per perfezionare il Joker Wave, un dispositivo che induce alla follia utilizzato su Gotham. Devastata per avere preso parte a questo complotto, o dal suo ruolo nel complotto. Per espiare il suo errore, la Quinn inverte il dispositivo prendendo su di sé gli effetti del raggio, liberando così la gente di Gotham, ma sacrificando la sua sanità mentale nel processo. Fugge via dal manicomio diventa un supercriminale di nome "Arlecchina". Mantiene comunque la sua intelligenza e la formazione psicologica, facendo di lei un nemico difficile per il dinamico duo, ma alla fine viene ugualmente catturata quando Batman e Robin.[47] Harley viene poi introdotta nell'universo del Batman '60 nel film animato Batman vs. Two Face, dove è l'assistente di Hugo Strange, intrigata da Joker quando le rivolge un occhiolino, tuttavia, il personaggio si limita solo a una scena, quando Hugo le dà ordine di attivare il suo marchingegno risucchia-malvagità, che poi esplode, per il sovraccarico di malvagità di Joker, creando durante l'incidente Due Facce. Era prevista una scena in cui Harley avrebbe liberato il Joker, assumendo l'identità di Harley Quinn. Da notare che Joker, in questo universo, aveva già un'assistente bionda di nome Queenie.
- Harley Quinn appare nel fumetto prequel del gioco Injustice: Gods Among Us.
- Nel crossover Batman/Teenage Mutant Ninja Turtles, Harley viene trasformata in una iena mutante da Shredder ma Batman riesce a sconfiggerla.[48]
- Nel film Suicide Squad Harley Quinn è una dei protagonisti della storia. Come nella storia originale è stata la psicologa di Joker, per poi essere influenzata dalla sua follia infine se ne innamora. Harley per dimostrare il suo amore sincero a Joker, il quale ritiene che l'affetto lo intimorisca, ha fatto ogni cosa per lui, tanto da essersi buttata negli stessi silos di scorie tossiche dove Joker ne uscì trasformato. Benché Joker lo ritenesse solo un modo per sbarazzarsi di lei, contrariamente a ogni aspettativa, il clown del crimine mostra un senso di sgomento, andando infine a salvarla. Harley Quinn ne esce fuori con le stesse trasformazioni di Joker a eccezione dei capelli che sono infine sbiancati.
- Nella serie TV Gotham Harley non compare propriamente, ma è sostituita da una sua predecessora, Ecco (interpretata da Francesca Root-Dodson e doppiata da Francesca Manicone). Il personaggio è inizialmente l'assistente di Jeremiah Valeska, fratello gemello del criminale Jerome (il pre-Joker), da cui è scappato onde evitare di non essere più torturato. Quando Jerome rientra nella vita di Jeremiah, Ecco viene inizialmente ipnotizzata da Jervis Tetch per metterla contro Jeremiah, Gordon e Bullock, ma viene neutralizzata senza problemi. Quando Jerome poi muore e spedisce un gas esilarante al fratello per trasformarlo in quello che diverrà l'effettivo Joker. Ecco diventa la sua complice, mascherandosi da giullaressa (più medievale che carnevalesco come quello di Harley) e facendogli da messaggera per i suoi seguaci. Poi viene sottoposta a un rito di iniziazione in cui i seguaci devono fare una sadica versione della Roulette russa per passare. Ecco la passa, ma la pallottola si rivela essere rimasta nel cranio, facendola diventare più folle ed eccentrica, rispetto alla silenziosa e rigida Ecco di prima. Per gli ultimi episodi Ecco indossa invece un abbigliamento punk, molto più simile all'Harley moderna. Nell'ultimo episodio Ecco viene pugnalata da Barbara, ma non mortalmente, ma viene uccisa da Jeremiah a sangue freddo (forse per potere porre fine alle sue sofferenze), dicendole che "sarà (in)sostituibile, anche se il mare è pieno di pesci", segno che troverà un rimpiazzo per lei (Harley).
- In Batman: White Knight ci sono due Harley Quinn: Harleen Quinzel (la Harley giullare) e Marian Drews (la Harley punk). In questo universo Harley Quinn ha una storia pressoché identica a quella originale, psicologa di Arkham che si è innamorata di Joker dopo avere ascoltato il suo triste e falso passato ed è diventata la sua spalla nella speranza di stare con lui per sempre, tuttavia, dopo che Joker si ossessionò troppo per Batman fino a rapire e torturare Jason Todd, Harley tornò in sé e lo fece catturare da Batman, ma purtroppo Jason era scomparso al suo arrivo. Quando Joker scappò ad attenderlo non c'era Harleen in costume da giullare, ma un'Harley Quinn vestita da punk, non accorgendosi che era un'altra persona, una sua fan di nome Marian. Quando poi Joker rinsavì si propose a Marian, ma ella disgustata dal suo cambiamento lo menò, finché non fu portato via dalla vera Harley e le sue iene. Come Harleen dice, le due Harley si possono distinguere da una cosa: Harleen ama Joker nonostante i suoi difetti, ma Marian ama Joker e i suoi difetti. In seguito Marian divenne il Neo Joker, per poi venire cacciata quando il Joker tornò "in sé".

## Harley e Poison Ivy
Una delle ragioni della popolarità del personaggio durante gli anni novanta fu la speciale relazione con un'altra supercriminale, Poison Ivy: le due divennero più amiche che colleghe e fu grazie a lei che Harley conseguì un aumento delle sue abilità fisiche, diventando inoltre immune a diversi veleni e tossine incluso il tocco velenoso della stessa Ivy.
Harley giaceva al Robinson Park quando fu trovata da Ivy in fin di vita a causa del trattamento ricevuto da Joker; la donna-pianta la salvò ma la riconobbe come uno dei dottori di Arkham: quando Harley riprese i sensi Ivy pianificò di ucciderla ma quando la psicotica fidanzata di Joker si mostrò incurante delle sue intenzioni Ivy divenne curiosa e si fece raccontare i suoi problemi. Dopo il discorso di Harley, le due divennero amiche e Ivy giurò di aiutarla a vendicarsi, dandole un germoglio che le donò l'immunità alle sue tossine velenose e aumentando le sue capacità fisiche. Harley era così in collera con Joker che decise di allearsi con Batman per sconfiggerlo: la ragazza lo inseguì infatti in un edificio mentre Bruce era occupato con i suoi seguaci ed era pronta a ucciderlo, ma quando si scusò con lei lo perdonò e ritornò dalla sua parte.
Nella serie animata una cosa simile avviene nella puntata Harley e Pam, tuttavia la storia è un po' differente da quella dei fumetti: qui, infatti, Harley e Ivy si incontrano durante un furto in un museo dopo che la prima ha appena litigato con Joker. Dopo essere fuggite insieme dalla polizia le due diventano amiche e si mettono in società diventando così "le nuove regine del crimine di Gotham", sebbene Harley continui a provare una nostalgia per Joker, non esitando (malgrado Ivy le avesse consigliato di dimenticarlo) a chiamarlo al telefono, dando modo al criminale di rintracciarla e di andarla a prendere per mettere le mani sul loro bottino. Come nel fumetto anche qui alla fine i due torneranno insieme mentre un'altra differenza è che nella serie TV Harley riceve da Poison Ivy solo l'immunità alle tossine velenose attraverso un'iniezione.
Nel giugno 2015, durante una sessione di domande e risposte su Twitter, Jimmy Palmiotti e Amanda Conner hanno confermato l'esistenza di una relazione omosessuale tra le due la quale è poi sfociata in un matrimonio a Las Vegas (Nell'universo alternativo di Injustice).

## Competenze e abilità
Harley Quinn non ha superpoteri e fa affidamento sulla sua imprevedibilità e abilità ginniche, con le armi e nel combattimento corpo a corpo, immunità alle tossine, doti fisiche potenziate e intelletto brillante.
È un'atleta di punta, avendo vinto una borsa di studio per la ginnastica presso la Gotham State University. Può compiere salti molto elevati ed eseguire complessi atti acrobatici. Le sue abilità rivaleggiano con quelle di Catwoman e Nightwing. Grazie a Joker, Harley è diventata immune alla tossina del clown e, grazie a Poison Ivy, è ora dotata di immunità alle altre tossine e ha ricevuto forza, agilità, durata e riflessi maggiori.
Harley è anche una formidabile combattente, che usa spesso le acrobazie per combattere, ed è abile nell'uso di vari oggetti a tema clown armati, tra cui un martello di grandi dimensioni, che è la sua arma caratteristica. Il personaggio ha anche un paio di iene domestiche, Bud e Lou, che a volte le servono come cani da attacco, a cui può ordinare di attaccare i suoi avversari.
In qualità di ex psichiatra di Arkham, Harleen Quinzel era qualificata in psicoanalisi, criminologia e psichiatria forense. Anche immersa nel mondo criminale, dimostra ancora tracce della sua esperienza psicologica. Nonostante il suo atteggiamento caotico e spensierato, Harley ha un intelletto di livello geniale. È un'esperta tattica, ingannatrice, manipolatrice e dirottatrice, e ha attitudine al comando. Harley è anche l'unica persona oltre al Joker ad aver inventato il veleno di Joker, e ha dimostrato di aver decodificato la sua formula e sviluppato un'antitossina. Ha anche un'indomita volontà patologica.
Esattamente come Poison Ivy, a volte e non altrettanto efficacemente, Harley utilizza il suo fascino femminile per attrarre gli uomini ma solo per poterli manipolare. Inoltre, Harley è una maestra del travestimento e spesso impiega travestimenti elaborati come parte dei suoi crimini. A differenza del Joker, è in grado di simulare la sanità mentale, riuscendo così a fingere di essere una persona "normale". In questo modo, si è travestita da guardia giurata, avvocato e persino Poison Ivy e Batgirl.

## Armi e oggetti
Harley brandisce varie armi, spesso impiegando oggetti a tema clown armati, tra cui un fucile a tappo e una pistola che spara un guanto da boxe, oltre a un grande martello; quest'ultimo è la sua arma caratteristica. Altre armi che usa includono armi non convenzionali, come una mazza da baseball con la scritta "good night" (buona notte), armi esplosive come bazooka, bombe personalizzate e dinamite, e armi da fuoco come pistole e fucili.

## Personalità e vita affettiva
Harley è energica e allegra, concentrata sulla commedia di situazione. Sa anche essere molto sensuale. Non odia davvero Batman (avendo addirittura provato attrazione per lui in qualche raro momento), non fa il male per divertimento ma solo per compiacere il Joker, suo principale interesse romantico. Il suo animale preferito è la iena, un carnivoro spazzino che si distingue per i suoi ghigni. Ne possiede due, Bud e Lou.
La sua relazione con il Joker è complicata, litigano spesso ma lei finisce sempre per perdonarlo e tornare dalla sua parte. Lei è "follemente" innamorata di lui. In Batman: Arkham City, accanto a uno dei costumi di Harley c'è un test di gravidanza positivo. Ma, nei contenuti aggiuntivi del gioco, scopriamo che il dispositivo aveva fatto un falso test positivo, perché molti altri test a terra mostrano che Harley non è incinta.
In Batman: Assault on Arkham, Harley ha avuto una relazione con Deadshot (il suo compagno nella Squadra Suicida), dopo che Joker l'ha abbandonata scagliandola via dalla macchina mentre fuggivano, tanto da avere un rapporto sessuale - censurato - con il mercenario. Alla fine, però, nonostante tutto, tornerà a essere al fianco di Joker. Ha anche avuto una relazione con Nightwing nel film Batman e Harley Quinn.
In alcune versioni, ad esempio nella serie animata Harley Quinn, ha una relazione romantica con Poison Ivy.

## Altri media

### Animazione

#### Serie animate
- Nella serie televisiva The Batman, in cui è doppiata da Hynden Walch, Harleen Quinzel ha una storia quasi differente: non più dottoressa nel manicomio, Harleen è una giovane e spigliata psicologa di un programma televisivo (Cuore e batticuore con Harley) con una laurea online, che, a seguito del licenziamento, viene avvicinata da Joker, suo grande fan, la quale ammira ulteriormente quando si dimostra brava nel fermare le sue iene. Dopo uno scambio di sedute tra i due, Joker le offre un'uscita per dimenticare la sua "brutta giornata", donandole un costume da giullare per non farsi riconoscere. In questa versione, anche se viene usata come capro espiatorio da Joker, Harley è ricambiata sinceramente del suo amore.
- Harley appare in una puntata di Batman: The Brave and the Bold (L'imperatore Joker) dove però non si vede nel suo classico costume, ma appare come una Flapper degli anni venti, in quanto evocata assieme ad altri comici come sgherri di Joker. Come al solito è sempre maltratta da Joker, che la priva della voce e lo scambia con schermate di dialoghi da film muto, che BatMito userà per liberarsi e aiutare Batman.
- Nel 2016 compare nella serie Justice League Action, in cui è doppiata da Tara Strong (già doppiatrice del personaggio in tre capitoli della saga Batman: Arkham).[60][61]
- Harley Quinn compare anche nella serie animate DC Super Hero Girls e Batwheels.
- Harley Quinn è la protagonista dell'omonima serie animata per adulti, distribuita sul servizio DC Universe.
- Harley Quinn è la protagonista dell'anime Suicide Squad Isekai.

#### Film d'animazione
- Il personaggio ha un cameo nel film Justice League: The New Frontier del 2008.
- Harley è una dei protagonisti del film animato Batman: Assault on Arkham del 2014, ambientato nell'universo videoludico di Batman: Arkham, dove viene reclutata dalla Waller nella Squadra Suicida in una missione per recuperare l'Enigmista da Arkham. In questo film è doppiata da Hynden Walch, che aveva già prestato la sua voce al personaggio nella serie animata The Batman.[62]
- È una dei tanti antagonisti del film LEGO Batman - Il film, in cui è doppiata da Jenny Slate in originale[63] e da Domitilla D'Amico in italiano.
- Il 23 luglio 2016 viene annunciato che sarà protagonista e antieroina del film d'animazione del DC Animated Universe Batman e Harley Quinn, in uscita nell'estate 2017. Il film si baserà su una storia originale di Bruce Timm, co-creatore di Harley Quinn, e avrà uno stile grafico del tutto simile alla storica serie Batman degli anni 90.[64][65] Il 3 aprile è stato ufficializzata la presenza di Melissa Rauch come doppiatrice del personaggio.[66][67][68]
- Harley Quinn compare nel film d'animazione crossover Scooby-Doo! e Batman - Il caso irrisolto del 2018.
- Harley Quinn è anche una dei protagonisti del film d'animazione Suicide Squad - Un inferno da scontare.
- Harley Quinn compare anche nel film animato crossover Batman vs. Teenage Mutant Ninja Turtles.

### Cinema

#### Lungometraggi
- Harley Quinn, interpretata da Lady Gaga, compare nel film Joker: Folie à Deux (2024), sequel del precedente Joker (2019), in compagnia di Joaquin Phoenix nel ruolo del Joker.

#### Progetti abbandonati
Prima dell'uscita di Batman & Robin la Warner Bros. ha incaricato Mark Protosevich di scrivere una sceneggiatura per un quinto film di Batman intitolato Batman Triumphant, per la regia di Joel Schumacher, con Harley Quinn e lo Spaventapasseri come cattivi del film. Protosevich aveva pensato che la Quinn fosse la figlia di Joker in cerca di vendetta per la morte del padre.

#### DC Extended Universe

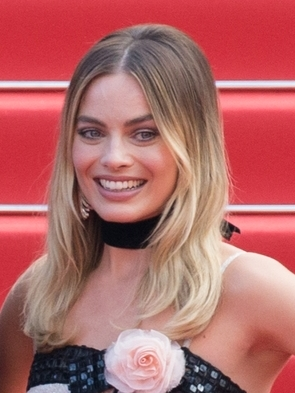
Margot Robbie interpreta Harley Quinn nel DC Extended Universe, a partire dal film Suicide Squad del 2016

- Margot Robbie interpreta il ruolo di Harley Quinn come seconda protagonista e antieroina nel film Suicide Squad (2016), diretto dal regista David Ayer,[70][71] firmando inoltre un contratto multi-film per interpretare nuovamente il personaggio nei futuri film del DC Extended Universe.[72] Il produttore Richard Sucha ha descritto il personaggio «Divertente, folle, spaventoso [...] Non è possibile avere aggettivi sufficienti per descrivere tutte le diverse cose che la si vedono fare". Robbie ha invece descritto Harley come uno dei membri più manipolativi della squadra e il suo rapporto con Joker come «incredibilmente disfunzionale», aggiungendo che Quinn è «letteralmente pazza di lui. Ma lei lo ama. Ed è davvero un rapporto malsano e disfunzionale, ma coinvolgente."[73] Anche se Suicide Squad ha ricevuto recensioni generalmente negative, la performance della Robbie ha ricevuto critiche estremamente positive ed è considerata una dei pochi pregi della pellicola. Nel film viene mostrato in alcuni flash che le sue origini, la sua passione per Joker e il vecchio costume da giullare rosso e nero sono pressoché simili a quelle delle storie originali. Per la sua missione suicida ha il viso truccato e due tinte (una azzurra e una rosa) in cima ai codini, armata di una mazza da baseball e una rivoltella e abbigliata con scarpe sportive con i tacchi alti, calze a rete, una culotte rossa e blu, un reggiseno rosso e una maglietta bianca con scritte rosse. Paul Dini, il creatore del personaggio, ha detto che Margot Robbie ha "azzeccato" il carattere del personaggio.[74] Warner Bros. sta attualmente lavorando su un film incentrato sulle villain femminili della DC Comics nel film Gotham City Sirens con Margot Robbie che riprende il suo ruolo, come parte del primo contratto stipulato.[75][76][77]
- Margot Robbie riprende il ruolo di Harley Quinn come protagonista assoluta nel film spin-off Birds of Prey e la fantasmagorica rinascita di Harley Quinn (2020).
- Harley Quinn riappare come terza protagonista nel sequel stand-alone del primo film, The Suicide Squad - Missione suicida (2021). A differenza delle apparizioni precedenti Harley ha avuto modo di maturare, provando un profondo legame nei confronti di Capitan Boomerang e Rick Flag, superstiti insieme a lei della precedente missione. Questa versione di Harley è fortemente ispirata a quella vista nella serie animata Batman, essendo una donna lunatica e folle (tanto da vedere dei fiori al posto del sangue delle sue vittime e uccellini mentre compie una strage) che tuttavia nasconde dentro di sé i traumi della relazione col Joker e una grande tristezza dovuta alla sua solitudine. In questa versione inoltre Harley ha i capelli rossi e neri e indossa un costume con i classici colori neri e rossi, influenzato dal suo look nel videogioco Batman: Arkham City e dal vestiario tipico dei motociclisti, oltre ad un abito rosso. Arrestata per omicidio stradale in una Banca, fa parte della prima squadra inviata nell'isola di Corto Maltese, con risultati catastrofici: tutti i suoi colleghi vengono massacrati e il suo amico Capitan Boomerang muore sotto i suoi occhi. Dopo che il compagno Javelin le dona in punto di morte il suo giavellotto, Harley viene catturata dai militari dell'isola, in quanto il dittatore che li controlla, Silvio Luna, si è innamorato di lei per via dei suoi "atteggiamenti antiamericani". Harley passa un incantevole giornata con lui ed è sul punto di sposarlo, ma scoprendo che egli è intenzionato ad usare l'alieno Starro contro le famiglie dei dissidenti sceglie di ucciderlo a malincuore, comprendendo di trovarsi di fronte ad un uomo malvagio e senza scrupoli come Joker. Catturata e torturata dai militari, la psicopatica riesce a liberarsi e a massacrarli con il giavellotto, ricongiungendosi con Flag e con la seconda squadra presente sull'isola. Durante l'infiltrazione a Jotunheim ella è incaricata di piazzare gli esplosivi, ma a causa del collega Polka-Dot Man, Starro viene accidentalmente liberato. Contravvenendo agli ordini di Waller la squadra affronta l'alieno per salvare Corto Maltese e nella battaglia Harley si rivela fondamentale, aprendo un varco nell'occhio dell'alieno per permettere ai ratti guidati da Ratcatcher II di divorarlo dall'interno. Triste per la morte di Flag (ucciso dal vigilante Peacemaker), Harley finisce con lo stringere amicizia con l'onorevole mercenario Bloodsport, che ricattando Waller con le prove recuperate dal colonnello ottiene la libertà per sé e per i compagni superstiti, compresa Harley.

### Televisione
- Nel 2002 Harley compare nella serie televisiva Birds of Prey, interpretata dall'attrice Mia Sara. In questa serie Harleen Quinzel è una psichiatra psicotica che mira al controllo della città di Gotham. Non indossa un costume, ma il suo abito ricorda quello del fumetto Devil's Eyes.
- Harley fa un breve cameo nell'episodio Suicide Squad della seconda stagione della serie Arrow. In questa versione è doppiata ancora una volta da Tara Strong, mentre è interpretata da Cassidy Alexa.[78][79] La star della serie Stephen Amell ha rivelato in un'intervista che Harley Quinn era stata originariamente creata per comparire nell'episodio finale della seconda stagione, ma è stato tagliato a causa di alcuni ritardi.[80] Il produttore dello show Andrew Kreisberg ha rivelato che ci sono stati piani per fare riapparire il personaggio, ma l'attrice Willa Holland ha dichiarato che è stato escluso a causa dell'uscita del film Suicide Squad.[81][82]

### Videogiochi
Harley Quinn appare nei seguenti videogiochi:
- Appare in un cameo in The Adventures of Batman & Robin del 1994 per il Super NES, e come boss in The Adventures of Batman & Robin per il Sega Mega Drive.
- È presente nei videogiochi The Adventures of Batman & Robin per il Sega Mega CD e in Batman: Chaos in Gotham, doppiata da Arleen Sorkin.
- Harley Quinn appare in Batman: Vengeance del 2001, in cui è sempre doppiata da Arleen Sorkin. Nel gioco si cala nei panni di una donna di Mary Flynn per tendere un tranello a Batman e fare scattare il piano di Joker. Dopodiché si rivelerà al Cavaliere Oscuro.
- Originariamente sarebbe dovuta apparire come combattente al fianco di Quan Chi in un DLC del gioco Mortal Kombat vs DC Universe, ma in seguito è stato cancellato dopo il fallimento della Midway Games.[83]
- Harley Quinn appare nel videogioco DC Universe Online,[84] in cui ritorna a essere doppiata da Arleen Sorkin.
- Il personaggio è tra i cattivi convocati da Brainiac nel gioco Scribblenauts Unmasked: A DC Comics Adventure, uscito nel 2013.
- Nel videogioco del 2015 Infinite Crisis Harley Quinn, doppiata da Tara Strong, appare come personaggio giocabile.[85]
- Harley Quinn appare come personaggio giocabile nel gioco per cellulare Suicide Squad: Special Ops, basato sul film Suicide Squad uscito del 2016.
- Compare come personaggio giocabile nei videogiochi Injustice e Injustice 2.
- Ricompare come una dei personaggi giocabili nel videogioco MultiVersus.

#### LEGO Batman
Compare in tutti e tre i giochi della serie LEGO Batman di Traveller's Tales:
- Appare in LEGO Batman: Il videogioco del 2008, doppiata da Grey DeLisle. È la spalla di Joker e una dei tanti nemici di Batman.[86][N 4] Il personaggio può essere sbloccato dopo avere completato il livello in cui compare. È equipaggiata di una pistola, del suo martello gigante e può eseguire salti alti come la maggior parte delle donne nel gioco.
- In LEGO Batman 2: DC Super Heroes del 2012 è doppiata da Laura Bailey.[88]
- Nell'ultimo capitolo della trilogia, LEGO Batman 3: Gotham e oltre del 2014, è doppiata da Tara Strong.
- È uno degli innumerevoli personaggio giocabili del videogioco LEGO Dimensions, in cui è ancora una volta Tara Strong a darle la voce.
- È uno dei personaggi principali in LEGO DC Super-Villains, sviluppato sempre dalla Traveller's Tales.
- Appare anche nel videogioco del film The LEGO Movie 2 Videogame.

#### Batman: Arkham
Harley Quinn appare nella serie videoludica Batman: Arkham, dove è doppiata in inglese da Arleen Sorkin in Batman: Arkham Asylum e da Tara Strong nei capitoli successivi. Per quanto riguarda il doppiaggio italiano, invece, Marcella Silvestri presta la voce al personaggio in tutti i videogiochi dedicati a Batman, mentre nei trailer di Suicide Squad: Kill the Justice League, in uscita nel 2022, ha la voce di Chiara Francese.
- In Batman: Arkham Asylum, primo videogioco della saga sviluppato dalla Rocksteady Studios e pubblicato nel 2009, aiuta il Joker nel prendere il controllo del Manicomio di Arkham. In seguito verrà fermata da Batman e rinchiusa nel penitenziario.
- In Batman: Arkham City, secondo capitolo della saga sviluppato dalla Rocksteady Studios e pubblicato nel 2011, assiste Joker gravemente malato a causa dell'overdose di Titan che il Clown Principe del Crimine si iniettò nel tentativo di uccidere Batman 18 mesi prima sul tetto del Manicomio di Arkham. In seguito ruberà la cura alla malattia approfittando dello scontro tra Batman e Mister Freeze nel laboratorio di quest'ultimo, ma una volta recatosi nell'Acciaieria Sionis per recuperarla Bruce troverà la pazza misteriosamente legata. Appare anche nella cutscene di fine trama principale dove cade in lacrime alla vista di Batman portare in braccio il corpo senza vita di Joker. Nel DLC La vendetta di Harley Quinn, in cui ricopre il ruolo di boss principale, affronterà Robin e Batman, ovvero colui che ritiene il responsabile della morte del suo amato Joker. Il Dinamico Duo riuscirà a fermare la pazza e a salvare gli agenti di Polizia rapiti.
- In Batman: Arkham Origins, prequel della saga sviluppato dalla WB Games Montréal e pubblicato nel 2013 il personaggio fa il suo debutto nell'"Arkhamverse". Appare come Harleen Quinzel, psichiatra del Penitenziario di Blackgate a cui viene assegnato Joker come paziente. Il Clown Principe del Crimine le racconterà la sua storia e della persona speciale che ha cambiato per sempre la sua vita. La dottoressa, pensando si riferisse a lei, prende in simpatia il pazzo e lo aiuterà a creare una nuova rivolta nel penitenziario. Tuttavia si ritroverà tra gli ostaggi presi dai detenuti del carcere per poi essere liberata da Batman. Appare anche nella cutscene di fine trama principale in cui Joker viene riportato in cella. Sul volto della psichiatra appare un mezzo sorriso di complicità con il folle, chiaro segno che la sua trasformazione in Harley Quinn si fa sempre più vicina. Nella modalità multiplayer è già diventata la supercriminale ed è in collegamento audio con il Joker.
- In Batman: Arkham Knight, terzo e ultimo capitolo della saga sviluppato dalla Rocksteady Studios e pubblicato nel 2015, Harley Quinn è tra i supercriminali radunati dallo Spaventapasseri per prendere il controllo di Gotham City. Essendo venuta a sapere degli infetti nei Panessa Studios, Harley vi si reca con l'intenzione di liberarli e portarli via con sé. Tuttavia verrà fermata e rinchiusa da Batman e Robin quando tutti gli infetti moriranno. Appare anche nel pacchetto storia a lei dedicato e ambientato prima degli eventi della trama principale. Guidata tramite collegamento audio dal Pinguino si reca al dipartimento di Polizia di Blüdhaven con il fine di liberare Poison Ivy e riportarla a Gotham in vista della riunione organizzata dallo Spaventapasseri. Dopo una battaglia con Nightwing riuscirà nell'intento. Ha un ruolo anche nello story add-on Batgirl: Affari di Famiglia, ambientato prima degli eventi di Batman: Arkham Asylum e sviluppato dalla WB Games Montréal, dove come sempre aiuta Joker nelle sue malefatte. I pazzi hanno rapito James Gordon e la sua squadra tenendoli in ostaggio al Luna Park di Gotham minacciando di ucciderli se Batman si farà vedere. Così Batgirl affiancata da Robin si getta al salvataggio di suo padre e della sua squadra. Dopo lo scontro finale Harley verrà arrestata dalla Polizia. Inoltre, in questo DLC, Quinn appare per la prima volta nella saga con il suo classico costume da jolly.
- Harley sarà una dei quattro protagonisti di Suicide Squad: Kill the Justice League, spin-off della saga incentrato sulla Suicide Squad sviluppato da Rocksteady Studios e ambientato dopo gli eventi di Batman: Arkham Knight. Vril Dox/Brainiac ha preso il controllo della mente della maggior parte dei membri della Justice League, trasformandoli in una minaccia per l'umanità. Questo ha spinto Amanda Waller ad organizzare la Task Force X composta dai supercriminali Harley Quinn, Floyd Lawton/Deadshot, George "Digger" Harkness/Capitan Boomerang e Nanaue/Re Squalo per contrastare la minaccia.
- Nello spin-off di Batman: Arkham Asylum, Batman: Arkham Underworld, sviluppato da Turbine e pubblicato nel 2016, Harley Quinn è uno dei diversi supercriminali che si potrà utilizzare oltre a l'Enigmista e Killer Croc che dovranno costruire il proprio rifugio e reclutare scagnozzi al fine di conquistare Gotham City.

#### Batman: The Telltale Series
Harley Quinn appare nella seconda stagione della serie sviluppata dalla Telltale Games intitolata The Enemy Within, dove è doppiata da Laura Post. Questa versione del personaggio risulta differente da tutte le altre per via dell'inversione dei ruoli tra lei e il Joker: infatti qui è il Clown Principe del Crimine a essere il suo tirapiedi e innamorato di lei, mentre Harley lo considera solamente uno scagnozzo e non esita a trattarlo male in alcune occasioni.
Alla fine del primo episodio, The Enigma, Amanda Waller rivela a Batman che la dottoressa Harleen Quinzel, ex psichiatra del Manicomio di Arkham che aveva in cura "John Doe", ha stretto un'alleanza con il misterioso individuo: entrambi fanno infatti parte del gruppo di supercriminali noto come "Il Patto" di cui l'Enigmista era il leader prima di venire ucciso da un misterioso cecchino che si trovava sul ponte di Gotham. Fa la sua prima apparizione nel secondo episodio, The Pact, nel quale Bruce Wayne, sotto ordine dell'Agenzia, si infiltra nel gruppo criminale. Harley sta lentamende prendendo il sopravvento come capo del gruppo e John è il suo tirapiedi numero uno, ed è profondamente innamorato della pazza. Essendo sotto copertura Bruce è costretto a partecipare al piano del Patto, il quale prevede rubare il cadavere dell'Enigmista che nel terzo episodio, Fractured Mask, servirà per creare un visore contenente la sua scansione retinale. Con gli occhi dell'Enigmista, e il decriptaotre recuperato nel suo covo, il Patto potrà accedere al laptop del criminale e scoprire la posizione del laboratorio SANCTUS dove l'Agenzia della Waller stava lavorando a un progetto noto come "Lotus". Bruce chiederà quindi a John di aiutarlo a rubare il laptop da Harley e riuscirà a ottenerlo con l'aiuto del misterioso individue o di Catwoman, la quale ha tradito il Patto. Alla fine dell'episodio, Harley condannerà Bruce o Catwoman a morte a seconda della scelta del videogiocatore di fare sacrificare Bruce per salvare Selina o scaricare la colpa proprio sulla ladra, indipendentemente da chi sia stato il responsabile del furto del laptop. Nel quarto episodio What Ails You, Harley tradisce il gruppo rubando l'ultimi campione rimasto del virus Lotus che intende usare per curare un disturbo psichico che è convinta di avere ereditato dal padre suicida. Tentando di fuggire in sicurezza da Gotham minaccerà di fare saltare in aria il ponte e diffondere il virus quando verrà raggiunta dagli agenti di Waller e pretenderà il sangue dell'Enigmista (indispensabile per creare la cura di cui ha bisogno). A seconda della fiducia dimostrata dal protagonista nei confronti di John (che ultimamente sta sempre di più impazzendo avvicinandosi a diventare Joker) il suo destino sarà differente: se Bruce si è fidato di John nonostante tutto lo accompagnerà sul ponte e lui ruberà ad Harley il detonatore facendo saltare il ponte per poi dileguarsi tuffandosi nel fiume; altrimenti John tenterà di risolvere la questione da solo e Batman non riuscirà a fermare il clown il quale porterà Harley con sé dopo averla sedotta. In base all'orientamento di John nell'ultimo episodio, Same Stitch, anche il ruolo di Harley cambia. Nella versione in cui John è un violento vigliante che tenta di imitare Batman, Harley viene reclutata per catturarlo da Waller insieme a Bane e Catwoman; lei e gli altri criminali sono tenuti a bada con un collare che può somministrare una scossa elettrica (riferimento alla Squadra Suicida). Dopo avere provato a ostacolare Batman, abusando della sua posizione nell'Agenzia, viene sconfitta con l'aiuto di Jim Gordon e Tiffany Fox e arrestata. Nella versione alternativa dell'episodio in cui Joker è un criminale a tutti gli effetti, Harley è al suo fianco nelle sue malefatte. Il loro piano è minacciare la città con bombe di Virus Lotus, per avere in cambio il sangue dell'Enigmista, mentre John porta avanti la sua vendetta personale su Bruce, catturandolo insieme ad Alfred, Tiffany e Selina. Dopo essere stato costretto a un sadico gioco della verità con i suoi amici, Bruce si libera e affronta Joker e Harley insieme a Selina. Harley alla fine viene arrestata e cova rancore nei confronti di John, dopo avere scoperto che il clown ha volutamente mandato a monte il piano delle bombe perché era solo interessato alla sua vendetta.

## Accoglienza

### Recensioni
Harley Quinn è stata interpretata come un soggetto affetto da disturbo dipendente di personalità e che mostra anche comportamenti tipicamente antisociali. Kate Roddy descrive Harley Quinn come una "donna ambiziosa e in carriera che lascia la sua autonomia per diventare una partner abusata".
Chris Sims descrive descrive Harley della serie animata come "una versione del personaggio che sta avendo avventure in questo momento", e considera questa scelta come una parte fondamentale della produzione di Harley Quinn. Chris Sims la descrive come il Robin di Joker.
Nel giro di poco tempo Harley Quinn è diventato uno dei personaggi della DC Comics più popolari. Nel 2016 il suo fumetto della serie Rinascita è stato uno dei più venduti fumetti dell'anno. Il co-editore della DC Comics Jim Lee ha definito Harley Quinn il quarto pilastro nella loro linea editoriale, dietro Superman, Batman e Wonder Woman. Attualmente è protagonista di quattro serie: solo Batman e Superman posso vantare la stessa quantità di numeri mensili, rendendo Harley di fatto il personaggio femminile più importante e redditizio della DC Comics. Kevin Kiniry, vice-presidente della "DC Collectibles", dice Harley Quinn è sempre in testa alle vendite come tra le action-figure più richieste dai fan. Nel 2016, il costume di Halloween di Harley Quinn è stato il costume più popolare sia negli Stati Uniti che nel Regno Unito, e rimane un soggetto molto popolare per i cosplay. Nel 2011 è stata classificata al 16º posto delle "100 donne più sexy dei fumetti" secondo il Comics Buyer's Guide.